# Discografia di Medina
Questa pagina contiene la discografia di Medina, nome d'arte di Andrea Fuentealba Valbak, una cantante danese. Consiste in due album in danese, un album in inglese, nove singoli pubblicati in Danimarca e tre destinati al commercio internazionale.

## Album
| 2007                                                        | Tæt på - Pubblicato il 13 settembre 2007 - Etichetta: At:tack Music - Formato: CD                                    | —  | — | —  | —  |                   |
| 2009                                                        | Velkommen til Medina - Pubblicato il 31 agosto 2009 - Etichetta: At:tack Music - Formati: CD, download digitale      | 2  | — | —  | —  | - DEN: 5× Platino |
| 2010                                                        | Welcome to Medina - Pubblicato il 23 luglio 2010 - Etichetta: EMI Music - Formati: CD, download digitale             | 11 | 9 | 45 | 24 |                   |
| 2010                                                        | For altid - Pubblicato il 19 settembre 2011 - Etichetta: At:tack Music, :labelmade: - Formati: CD, download digitale | 2  | — | —  | —  | - DEN: 2× Platino |
| 2010                                                        | Forever - Pubblicato il 1º giugno 2012 - Etichetta: EMI Music - Formati: CD, download digitale                       | 5  | 8 | 39 | 13 |                   |
| "—" indica che l'album non si è classificato in quel Paese. | |    |   |    |    |                   |

## Singoli
| 2007                                                           | Flå                  | —  | —  | —  | —  | —  | — | —  | —  | Tæt på               |
| 2007                                                           | Et øjeblik           | —  | —  | —  | —  | —  | — | —  | —  | Tæt på               |
| 2007                                                           | Satser alt           | —  | —  | —  | —  | —  | — | —  | —  | Tæt på               |
| 2007                                                           | Alene                | —  | —  | —  | —  | —  | — | —  | —  | Tæt på               |
| 2008                                                           | Okay                 | —  | —  | —  | —  | —  | — | —  | —  | Tæt på               |
| 2008                                                           | Kun for mig          | 1  | —  | —  | —  | —  | — | —  | —  | Velkommen til Medina |
| 2009                                                           | Velkommen til Medina | 1  | —  | —  | —  | —  | — | —  | —  | Velkommen til Medina |
| 2009                                                           | Ensom                | 2  | —  | —  | —  | —  | — | —  | —  | Velkommen til Medina |
| 2010                                                           | Vi to                | 2  | —  | —  | —  | —  | — | —  | —  | Velkommen til Medina |
| 2010                                                           | You and I            | 23 | 10 | 42 | 30 | 25 | 3 | 10 | 39 | Welcome to Medina    |
| 2010                                                           | Lonely               | —  | 26 | —  | —  | 46 | — | —  | —  | Welcome to Medina    |
| 2010                                                           | Addiction            | 1  | 59 | —  | —  | —  | — | —  | —  | Welcome to Medina    |
| 2011                                                           | Gutter               | 8  | 43 | —  | —  | —  | — | —  | —  | Welcome to Medina    |
| 2011                                                           | The One              | —  | 64 | —  | —  | —  | — | —  | —  | Welcome to Medina    |
| 2011                                                           | Execute Me           | —  | —  | —  | —  | —  | — | —  | —  | Welcome to Medina    |
| 2011                                                           | For altid            | 1  | —  | —  | —  | —  | — | —  | —  | For altid            |
| 2011                                                           | Synd for dig         | 1  | —  | —  | —  | —  | — | —  | —  | For altid            |
| 2011                                                           | Kl. 10               | 1  | —  | —  | —  | —  | — | —  | —  | For altid            |
| 2012                                                           | 12 dage              | 8  | —  | —  | —  | —  | — | —  | —  | For altid            |
| 2012                                                           | Lyser i mørke        | 5  | —  | —  | —  | —  | — | —  | —  | For altid            |
| 2012                                                           | Forever              | —  | 21 | 16 | 19 | —  | — | —  | —  | Forever              |
| "—" indica che il singolo non si è classificato in quel Paese. |                      |    |    |    |    |    |   |    |    |                      |

### Singoli promozionali
| 2010                                                           | "Selfish"          | — | Welcome to Medina |
| 2012                                                           | "Boring"           | — | Forever           |
| 2012                                                           | "Keep Me Hanging"  | — | Forever           |
| 2012                                                           | "Waiting for Love" | — | Forever           |
| "—" indica che il singolo non si è classificato in quel Paese. |                    |   |                   |

### Collaborazioni
| 2009                                                           | "100 dage" (Thomas Helmig feat. Medina)              | 1 |             | Tommy Boy        |
| 2010                                                           | "Mest ondt" (Burhan G feat. Medina)                  | 1 | - DEN: Gold | Burhan G         |
| 2011                                                           | "Du säger du älskar mig" (Supermarkets feat. Medina) | — |             | non-album single |
| 2012                                                           | "Lågsus" (Specktors feat. Medina)                    | 1 |             | non-album single |
| "—" indica che il singolo non si è classificato in quel Paese. |                                                      |   |             |                  |

### Altre canzoni entrate in classifica
| Anno | Singolo                                | Migliori posizioni | Album     |
| Anno | Singolo                                | DEN                | Album     |
| ---- | -------------------------------------- | ------------------ | --------- |
| 2011 | "Har du det ligesom mig" (feat. Young) | 33                 | For altid |